# Kiss from a Rose
Kiss from a Rose is een nummer van de Britse zanger Seal uit 1994. Het is de tweede single van zijn titelloze tweede studioalbum. In 1995 werd het nummer opnieuw uitgebracht als tweede single van de soundtrack van de film Batman Forever.
Seal schreef "Kiss from a Rose" in 1987. Naar eigen zeggen schaamde Seal zich na het schrijven van het nummer, en gooide hij de tape waar het nummer op stond in de hoek. Het nummer werd in 1994 niet echt een grote hit. In het Verenigd Koninkrijk haalde het toen een bescheiden 20e positie, en in Nederland haalde het de 3e positie in de Tipparade. In Vlaanderen bereikte het nummer toen geen hitlijsten. Toen het nummer in 1995 opnieuw werd uitgebracht, werd het een wereldwijde hit en haalde het de 4e positie in het Verenigd Koninkrijk en de Nederlandse Top 40. In de Vlaamse Ultratop 50, die toen nog maar een paar maanden bestond, haalde het de 36e positie.

## NPO Radio 2 Top 2000
| Nummer met noteringen in de NPO Radio 2 Top 2000 | '99 | '00 | '01 | '02 | '03 | '04 | '05 | '06 | '07 | '08 | '09 | '10 | '11 | '12 | '13 | '14 | '15 | '16 | '17 | '18 | '19 | '20 | '21 | '22 | '23 | '24 |
| ------------------------------------------------ | --- | --- | --- | --- | --- | --- | --- | --- | --- | --- | --- | --- | --- | --- | --- | --- | --- | --- | --- | --- | --- | --- | --- | --- | --- | --- |
| Kiss from a Rose                                 | 139 | 262 | 389 | 227 | 222 | 270 | 384 | 337 | 465 | 329 | 376 | 344 | 332 | 396 | 329 | 299 | 280 | 307 | 320 | 440 | 517 | 515 | 482 | 579 | 545 | 572 |

1. ↑  Een vetgedrukt getal geeft de hoogste notering aan.